# هانا كلوثير هال
هانا هالويل كلوثير هال (21 يوليو 1872-4 يوليو 1958) كانت سيدة نادٍ أمريكية الأصل، وناشطة نسوية، وداعية للسلامية، وواحدة من مؤسسي حزب السلام النسائي وقادته، والرابطة النسائية الدولية للسلام والحرية.

## نشأتها
وُلدت هانا هالويل كلوثير في وينوود بولاية بنسلفانيا لأبوين ينتميان إلى الكويكرز، إسحاق هالويل كلوثير، وماري كلاب جاكسون كلوثير. والدها مؤسس مشارك لمتاجر ستروبريدج وكلوثير. تخرجت في كلية سوارثمور في عام 1891.

## حياتها المهنية
تطوعت هانا كلوثير هال في دار إيواء تابع للكلية في فيلادلفيا بعد تخرجها في سوارثمور. حضرت مؤتمر لاهاي الثاني للسلام الدولي في عام 1907. كانت رئيسة حزب السلام النسائي في ولاية بنسلفانيا، منذ عام 1914 وحتى عام 1919، خلال الحرب العالمية الأولى. في عام 1922، حضرت المؤتمر الدولي للمرأة الذي عُقد في لاهاي. منذ عام 1928 وحتى عام 1947، كانت هانا كلوثير هال عضوًا في مجلس إدارة لجنة أمريكا لخدمات الأصدقاء. في عام 1932، كانت هول مندوبة لمؤتمر نزع السلاح التابع لعصبة الأمم، وضابطة في الفرع الأمريكي للرابطة النسائية الدولية للسلام والحرية منذ عام 1924 وحتى عام 1939، ثم حصلت على لقب الرئيسة الفخرية حتى وفاتها في عام 1958.
ترأست نادي المرأة في سوارثمور، ولجنة حقوق المرأة في اتحاد نساء بنسلفانيا. كانت أحد أعضاء مجلس الإدارة في بندل هيل، وهو مركز نقاهة روحية للكويكرز في والينغفورد، بنسلفانيا.

## حياتها الشخصية
تزوجت هانا كلوثير زميلها الكويكر وليام إسحاق هال، الذي كان أستاذًا في العلوم السياسية في كلية سوارثمور في عام 1898. لديهما ابنتان، ماري وإليزابيث. ترمّلت في عام 1939، وتوفيت في عام 1958، بعد نوبة قلبية في منزلها في سوارثمور، عن عمر يناهز 85 عامًا. أُرشِفت أوراقها في مجموعة السلام لكلية سوارثمور.

## وصلات خارجية
- هانا كلوثير هال على موقع فايند أغريف